# Villa González Ortega
Villa González Ortega é um município do estado de Zacatecas, no México.